# Budkovce
Budkovce(hongrois : Butka) est un village de Slovaquie situé dans la région de Košice.

## Histoire
Première mention écrite du village en 1319.

## Démographie

### Évolution de la population
| Année:               | 1994. | 2004.   | 2014.   | 2024. |
| -------------------- | ----- | ------- | ------- | ----- |
| Nombre de personnes: | 1552  | 1476    | 1505    | 1505  |
| Différence:          |       | -4,89 % | +1,96 % | +0 %  |

| Année:               | 2023. | 2024.   |
| -------------------- | ----- | ------- |
| Nombre de personnes: | 1490  | 1505    |
| Différence:          |       | +1,00 % |

## Politique
| Nom           | Parti politique      | Date de l'élection | Fin du mandat |
| ------------- | -------------------- | ------------------ | ------------- |
| Marián Uhrina | Candidat indépendant | 02.12.2006         | Déc. 2010     |